# Hobos
Het Hobos, een uniek kleinschalig landschap, is gelegen in Overpelt. Het heeft een oppervlakte van 142 ha en bevindt zich op de noordwestelijke uitloper van het Kempens Plateau. Sinds 2023 maakt het gebied deel uit van Nationaal Park Bosland.
Het wordt in het noorden begrensd door de Gortenstraat en de M.S. kliniek, in het oosten door de N74, in het zuiden door de Winnerstraat en een bosweg in het verlengde ervan en in het westen door de Steenweg op Luik (Hasselt - Eindhoven).
Oorspronkelijk was het een heidegebied (de Lindelse Heide) dat vanaf de late middeleeuwen werd ontgonnen. Belangrijke getuigen van deze oude ontginningen zijn de nog talrijk aanwezige houtwallen.
Een belangrijk element in de ontwikkeling van het landschap is de Hobosboerderij. Zij wordt voor het eerst vermeld in 1524. In de tweede helft van de 18de eeuw was er een jeneverstokerij gevestigd. In het Hobos staat nog de authentieke woning van drossaard Jan Clercx, de uitroeier van de beruchte Bokkenrijdersbenden. In 2000 besliste de toenmalige Vlaamse minister Sauwens dat het Hobos beschermd gebied zou worden. In 2012 werd het gebied door de Vlaamse overheid aangekocht en opgenomen in Bosland.